# Old Friends (Bob Brookmeyer)
Old Friends è un album live di Bob Brookmeyer, pubblicato dalla Storyville Records nel 1998.
Il disco fu registrato il 30 novembre del 1994 al "Jazz House" di Copenaghen, Danimarca.

## Tracce
1. I Hear a Rhapsody – 12:37 (Jack Baker, George Fragos, Dick Gasparre)
2. Stella by Starlight – 11:59 (Ned Washington, Victor Young)
3. Polka Dots and Moonbeams – 12:11 (Johnny Burke, James Van Heusen)
4. Who Cares? – 12:00 (George Gershwin, Ira Gershwin)
5. All Blues – 16:10 (Miles Davis)

## Formazione
- Bob Brookmeyer - trombone a pistoni
- Thomas Clausen - pianoforte
- Mads Vinding - contrabbasso
- Alex Riel - batteria